# Пам'ятки історії Чуднівського району
У Чуднівському районі Житомирської області на обліку перебуває 84 пам'ятки історії.
| №п/п | Охоронний номер       | Найменування пам'ятки                                                                                             | Адреса                                                                             | Рік         | Автор                           | № рішення про взяття на державний облік                                                                          | Фото |
| ---- | --------------------- | --- | ---------------------------------------------------------------------------------- | ----------- | ------------------------------- | --- | ---- |
| 1.   | 1354                  | Пам'ятник Петрову І. М. (Тойво Вяхя).                                                                             | с-ще Чуднів, Чуднівська сел. рада, вул. Тойво Вяхя, біля адмінбудинку спиртзаводу. | 1987        | Фещенко В. І., Черниченко А. П. | № 345 від 20.12.1990 р.                                                                                          |      |
| 2.   | 1358                  | Братська могила радянських воїнів, підпільників та партизанів. Поховано 671 чол.                                  | с-ще Чуднів, Чуднівська сел. рада, в парку відпочинку.                             | 1953, 1971  | -                               | № 442 від 29.09.1969 р.                                                                                          |      |
| 3.   | 2706                  | Братська могила жертв фашизму. Поховано більше як 3000 чол.                                                       | с-ще Чуднів, Чуднівська сел. рада, в парку.                                        | 1989        | -                               | № 345 від 20.12.1990 р.                                                                                          |      |
| 4.   | 2930                  | Пам'ятник на честь 45-річчя визволення Чуднова від німецько-фашистських загарбників.                              | с-ще Чуднів, Чуднівська сел. рада, біля автостанції, на півн.-східн. околиці.      | 1989        | -                               | № 390 від 08.10.1992 р.                                                                                          |      |
| 5.   | 1319                  | Пам'ятник воїнам-визволителям.                                                                                    | с. Бабушки, Бабушківська с/р, на кладовищі.                                        | 1967        | -                               | № 442 від 29.09.1969 р.                                                                                          |      |
| 6.   | 1320                  | Пам'ятник воїнам-визволителям.                                                                                    | с. Бабушки, Бабушківська с/р, біля Будинку культури.                               | 1968        | -                               | № 442 від 29.09.1969 р.                                                                                          |      |
| 7.   | 1322                  | Братська могила радянських воїнів та пам'ятник воїнам-односельчанам. Поховано 175 чол.                            | с. Безпечна, Безпечнянська с/р, біля школи.                                        | 1954        | -                               | № 442 від 29.09.1969 р.                                                                                          |      |
| 8.   | 2699                  | Могила радянського воїна.                                                                                         | с. Безпечна, Безпечнянська с/р, на кладовищі.                                      | 1961        | -                               | № 345 від 20.12.1990 р.                                                                                          |      |
| 9.   | 2700                  | Група (4) братських могил радянських воїнів. Кількість похованих невідома.                                        | с. Безпечна, Безпечнянська с/р, на кладовищі.                                      | 1947        | -                               | № 345 від 20.12.1990 р.                                                                                          |      |
| 10.  | 1321                  | Братська могила радянських воїнів та пам'ятник воїнам-односельчанам. Поховано 57 чол.                             | с. Бейзимівка, Бейзимівська с/р, в центрі села.                                    | 1961, 1975  | -                               | № 442 від 29.09. 1969 р.                                                                                         |      |
| 11.  | 1845                  | Могила радянського воїна.                                                                                         | с. Бейзимівка, Бейзимівська с/р, на кладовищі.                                     | 1978        | -                               | № 345 від 20.12.1990 р.                                                                                          |      |
| 12.  | 2439                  | Пам'ятник воїнам-односельчанам.                                                                                   | с. Будичани, Будичанська с/р, біля Будинку культури.                               | 1975        | -                               | № 559 від 26.12.1979 р.                                                                                          |      |
| 13.  | 1324                  | Братська могила радянських воїнів. Поховано 246 чол.                                                              | с. Будичани, Будичанська с/р, на кладовищі.                                        | 1956, 1963  | -                               | № 442 від 29.09.1969 р.                                                                                          |      |
| 14.  | 1323                  | Братська могила радянських воїнів та пам'ятник воїнам-односельчанам. Поховано 88 чол.                             | с. Бурківці, Бурковецька с/р, в центрі села.                                       | 1955, 1968  | -                               | № 442 від 29.09.1969 р.                                                                                          |      |
| 15.  | 1327                  | Братська могила радянських воїнів. Поховано 43 чол.                                                               | с. Великі Коровинці, Великокоровинецька сел. рада, біля Будинку культури.          | 1953        | -                               | № 442 від 29.09.1969 р.                                                                                          |      |
| 16.  | 1328                  | Братська могила радянських воїнів. Поховано 94 чол.                                                               | с. Великі Коровинці, Великокоровинецька сел. рада, біля 8-річної школи.            | 1953        | -                               | № 442 від 29.09.1969 р.                                                                                          |      |
| 17.  | 1855(0600004) 3897-Жт | Пам'ятник Вакуленчуку Г. М.                                                                                       | с. Великі Коровинці, Великокоровинецька сел. рада, в центрі селища.                | 1956 (1960) | Ковальов О. О., Гнезділов В. Г. | № 388 від 06.09.1976 р. (наказ МКТ № 58/0/16-10 від 03.02.2010 у редакції наказу МКТ від 16.06.11 № 453/0/16-18) |      |
| 18.  | 1846                  | Братська могила радянських воїнів. Кількість похованих невідома.                                                  | с. Великі Коровинці, Великокоровинецька сел. рада, на кладовищі.                   | 1963        | -                               | № 345 від 20.12.1990 р.                                                                                          |      |
| 19.  | 2440                  | Пам'ятник воїнам-односельчанам.                                                                                   | с. Великі Коровинці, Великокоровинецька сел. рада, на кладовищі.                   | 1977        | -                               | № 559 від 26.12.1979 р.                                                                                          |      |
| 20.  | 2541                  | Пам'ятний знак на честь Вакуленчука Г. М. — організатора збройного повстання на броненосці «Потьомкін»            | с. Великі Коровинці, Великокоровинецька сел. рада, на приміщенні цукрокомбінату.   |             | -                               | № 22 від 21.01.1983 р.                                                                                           |      |
| 21.  | 1843                  | Братська могила радянських воїнів. Поховано 22 чол.                                                               | с. Вільшанка, Вільшанська с/р, на кладовищі.                                       | 1967        | -                               | № 338 від 06.09.1976 р.                                                                                          |      |
| 22.  | 1844                  | Братська могила учасників громадянської війни. Кількість похованих невідома.                                      | с. Вільшанка, Вільшанська с/р, на кладовищі.                                       | 1958        | -                               | № 338 від 06.09.1976 р.                                                                                          |      |
| 23.  | 1325                  | Братська могила радянських воїнів. Кількість похованих невідома.                                                  | с. Вільшанка, Вільшанська с/р, біля школи.                                         | 1952        | -                               | № 442 від 29.09.1969 р.                                                                                          |      |
| 24.  | 1326                  | Братська могила радянських воїнів. Поховано 120 чол.                                                              | с. Волосівка, Кілківська с/р, в центрі села.                                       | 1970        | -                               | № 442 від 29.09.1969 р.                                                                                          |      |
| 25.  | 1836                  | Братська могила радянських воїнів. Поховано 85 чол.                                                               | с. Галіївка, Галіївська с/р, в центрі села.                                        | 1954, 1983  | -                               | № 388 від 06.09.1976 р.                                                                                          |      |
| 26.  | 2441                  | Братська могила радянських воїнів та пам'ятник воїнам-односельчанам. Кількість похованих невідома.                | с. Галіївка, Галіївська с/р, на кладовищі.                                         | 1975        | -                               | № 559 від 26.12.1979 р.                                                                                          |      |
| 27.  | 1329                  | Братська могила радянських воїнів та пам'ятник воїнам-односельчанам. Поховано 86 чол.                             | с. Городище, Тютюнниківська с/р, в центрі села.                                    | 1953, 1977  | -                               | № 442 від 29.09.1969 р.                                                                                          |      |
| 28.  | 2929                  | Братська могила радянських воїнів. Поховано 127 чол.                                                              | с. Дібрівка, Маловолицька с/р, на кладовищі.                                       | 1967        | -                               | № 390 від 08.10.1992 р.                                                                                          |      |
| 29.  | 1331                  | Братська могила радянських воїнів та пам'ятник воїнам-односельчанам. Поховано 39 чол.                             | с. Дібрівка, Маловолицька с/р, в центрі села.                                      | 1967, 1977  | -                               | № 442 від 29.09.1969 р.                                                                                          |      |
| 30.  | 1330                  | Пам'ятник воїнам-односельчанам.                                                                                   | с. Дідківці, Дубищенська с/р, біля Будинку культури.                               | 1967        | -                               | № 442 від 29.09.1969 р.                                                                                          |      |
| 31.  | 1333                  | Братська могила радянських воїнів. Поховано 136 чол.                                                              | с. Дреники, Стовпівська с/р, на кладовищі.                                         | 1964        | -                               | № 442 від 29.09.1969 р.                                                                                          |      |
| 32.  | 1332                  | Пам'ятник воїнам-односельчанам.                                                                                   | с. Дубище, Дубищенська с/р, біля 8-річної школи.                                   | 1968        | -                               | № 442 від 29.09.1969 р.                                                                                          |      |
| 33.  | 1334                  | Група (2) братських могил радянських воїнів та пам'ятник воїнам-односельчанам. Поховано 369 чол.                  | с. Жеребки, Жеребківська с/р, в центрі села.                                       | 1958, 1967  | -                               | № 442 від 29.09.1969 р.                                                                                          |      |
| 34.  | 1335                  | Братська могила радянських воїнів, серед яких похований Тестов М. С. — Герой Радянського Союзу. Поховано 390 чол. | с-ще Іванопіль, Іванопільська сел. рада, в центрі.                                 | 1953        | -                               | № 442 від 29.09.1969 р.                                                                                          |      |
| 35.  | 1336                  | Група (7) братських могил радянських воїнів. Поховано 157 чол.                                                    | с-ще. Іванопіль, Іванопільська сел. рада, біля цукрокомбінату.                     | 1954        | -                               | № 442 від 29.09.1969 р.                                                                                          |      |
| 36.  | 3300                  | Братська могила жертв фашизму.                                                                                    | с-ще Іванопіль, Іванопільська сел. рада, в полі.                                   | 1992        | -                               | № 616 від 29.09.1999 р.                                                                                          |      |
| 37.  | 1851                  | Група (2) братських могил радянських воїнів. Поховано 276 чол.                                                    | с. Йосипівка, Красногірська с/р, на околиці села.                                  | 1953        | -                               | № 388 від 06.09.1976 р.                                                                                          |      |
| 38.  | 1337                  | Братська могила радянських воїнів та пам'ятник воїнам-односельчанам. Поховано 154 чол.                            | с. Карпівці, Карповецька с/р, в центрі села.                                       | 1954        | -                               | № 442 від 29.09.1969 р.                                                                                          |      |
| 39.  | 1340                  | Пам'ятник воїнам-односельчанам.                                                                                   | с. Княжин, Турчинівська с/р, в центрі, біля бібліотеки.                            | 1965        | -                               | № 442 від 29.09.1969 р.                                                                                          |      |
| 40.  | 2442                  | Пам'ятник Ковальову О. С. — радянському льотчику, який загинув в с. Красногірка.                                  | с. Красногірка, Красногірська с/р, на околиці села.                                | 1974        | Горбонос І. В.                  | № 559 від 26.12.1979 р.                                                                                          |      |
| 41.  | 2588                  | Пам'ятник воїнам-односельчанам.                                                                                   | с. Красногірка, Красногірська с/р, на східній околиці села.                        | 1982        | Горбонос І. В.                  | № 468 від 29.10 1983 р.                                                                                          |      |
| 42.  | 1338                  | Братська могила радянських воїнів. Поховано 180 чол.                                                              | с. Краснопіль, Краснопільська с/р, в центрі села.                                  | 1956        | -                               | № 442 від 29.09.1969 р.                                                                                          |      |
| 43.  | 1339                  | Братська могила радянських воїнів та пам'ятник воїнам-землякам. Поховано 49 чол.                                  | с. Красносілка, Красносільська с/р, в центрі села.                                 | 1956, 1975  | -                               | № 442 від 29.09.1969 р.                                                                                          |      |
| 44.  | 2443                  | Братська могила радянських воїнів. Поховано 2 чол.                                                                | с. Красносілка, Красносільська с/р, на кладовищі.                                  | 1974        | -                               | № 559 від 26.12.1979 р.                                                                                          |      |
| 45.  | 3301                  | Пам'ятник воїнам-визволителям.                                                                                    | с. Короченки, Тютюнниківська с/р.                                                  | 1995        | -                               | № 616 від 29.09.1999 р.                                                                                          |      |
| 46.  | 1341                  | Братська могила радянських воїнів та пам'ятник воїнам-односельчанам. Поховано 25 чол.                             | с. Лихосілка, Бурковецька с/р, в центрі села.                                      | 1956        | -                               | № 442 від 29.09.1969 р.                                                                                          |      |
| 47.  | 1342                  | Пам'ятник воїнам-визволителям та пам'ятний знак воїнам-землякам.                                                  | с. Мала Волиця, Маловолицька с/р, біля клубу.                                      | 19671975    | -                               | № 442 від 29.09.1969 р.                                                                                          |      |
| 48.  | 2444                  | Братська могила радянських воїнів. Кількість похованих невідома.                                                  | с. Мала Волиця, Маловолицька с/р, на кладовищі.                                    | 1975        | -                               | № 559 від 26.12.1979 р.                                                                                          |      |
| 49.  | 1343                  | Братська могила радянських воїнів та пам'ятник воїнам-односельчанам. Поховано 34 чол.                             | с. Малі Коровинці, Тютюнниківська с/р, в центрі села.                              | 1953        | -                               | № 442 від 29.09.1969 р.                                                                                          |      |
| 50.  | 1837                  | Братська могила радянських воїнів. Поховано 2 чол.                                                                | с. Малі Коровинці, Тютюнниківська с/р, на кладовищі.                               | 1953        | -                               | № 345 від 20.12.1990 р.                                                                                          |      |
| 51.  | 1838                  | Братська могила радянських воїнів. Поховано 75 чол.                                                               | с. Михайленки, Великокоровинецька сел. рада, на кладовищі.                         | 1952        | -                               | № 388 від 06.09.1976 р.                                                                                          |      |
| 52.  | 2445                  | Пам'ятник воїнам-односельчанам.                                                                                   | с. Михайленки, Великокоровинецька сел. рада, в центрі села.                        | 1975        | -                               | № 559 від 26.12.1979 р.                                                                                          |      |
| 53.  | 1344                  | Братська могила радянських воїнів. Поховано 103 чол.                                                              | с. Молочки, Молочківська с/р, в центрі села, напроти школи.                        | 1954        | -                               | № 442 від 29.09.1969 р.                                                                                          |      |
| 54.  | 1848                  | Пам'ятник воїнам-односельчанам.                                                                                   | с. Молочки, Молочківська с/р, в центрі села, біля школи.                           | 1968        | -                               | № 388 від 06.09.1976 р.                                                                                          |      |
| 55.  | 1345                  | Група (3) братських могил та пам'ятник воїнам-односельчанам. Поховано 133 чол.                                    | с. Мотрунки, Молочківська с/р, в центрі села.                                      | 1967        | -                               | № 442 від 29.09.1969 р.                                                                                          |      |
| 56.  | 1346                  | Братська могила радянських воїнів. Поховано 188 чол.                                                              | с. Носівка, Носівська с/р, в центрі села.                                          | 1954        | -                               | № 442 від 29.09.1969 р.                                                                                          |      |
| 57.  | 1839                  | Братська могила радянських воїнів. Поховано 31 чол.                                                               | с. Певна, Жеребківська с/р, на кладовищі.                                          | 1948        | -                               | № 338 від 06.09.1976 р.                                                                                          |      |
| 58.  | 2701                  | Могила Вайнштейна С. М. — радянського воїна.                                                                      | с. Певна, Жеребківська с/р, на кладовищі.                                          | 1971        | -                               | № 345 від 20.12.1990 р.                                                                                          |      |
| 59.  | 1348                  | Братська могила радянських воїнів. Поховано 169 чол.                                                              | с. Пилипівка, П'ятківська с/р, в центрі села.                                      | 1954        | -                               | № 442 від 29.09.1969 р.                                                                                          |      |
| 60.  | 1349                  | Братська могила радянських воїнів. Поховано 31 чол.                                                               | с. Пилипівка, П'ятківська с/р, в центрі села.                                      | 1955        | -                               | № 442 від 29.09.1969 р.                                                                                          |      |
| 61.  | 2702                  | Могила Івацкевича В. — воїна війська польського.                                                                  | с. Пилипівка-1, ? П'ятківська с/р, на кладовищі.                                   | 1944        | -                               | № 345 від 20.12.1990 р.                                                                                          |      |
| 62.  | 1840                  | Братська могила радянських воїнів. Поховано 23 чол.                                                               | с. Польова Слобідка, Жеребківська с/р, в центрі села.                              | 1950        | -                               | № 388 від 06.09.1976 р.                                                                                          |      |
| 63.  | 1347                  | Братська могила радянських воїнів та пам'ятник воїнам-односельчанам. Поховано 158 чол.                            | с. П'ятка, П'ятківська с/р., в центрі села.                                        | 1954        | -                               | № 442 від 29.09.1969 р.                                                                                          |      |
| 64.  | 2446                  | Братська могила радянських воїнів. Поховано 25 чол.                                                               | с. П'ятка, П'ятківська с/р, на кладовищі.                                          | 1975        | -                               | № 559 від 26.12.1979 р.                                                                                          |      |
| 65.  | 1350                  | Братська могила радянських воїнів. Поховано 176 чол.                                                              | с. Рачки, Рачківська с/р, в центрі села.                                           | 1953        | -                               | № 442 від 29.09.1969 р.                                                                                          |      |
| 66.  | 2703                  | Могила Сафронова Д. Т. — радянського льотчика.                                                                    | с. Рачки, Рачківська с/р, на кладовищі.                                            | 1957        | -                               | № 345 від 20.12.1990 р.                                                                                          |      |
| 67.  | 2447                  | Пам'ятник жертвам фашизму.                                                                                        | с. Рижів, Дриглівська с/р, в центрі села.                                          | 1976        | Славов Л. С., Марчук М. Г.      | № 559 від 26.12.1979 р.                                                                                          |      |
| 68.  | 1352                  | Братська могила радянських воїнів та пам'ятник воїнам-односельчанам. Поховано 34 чол.                             | с. Степок, жеребківська с/р. В центрі села.                                        | 1968, 1980  | -                               | № 442 від 29.09.1969 р.                                                                                          |      |
| 69.  | 1351                  | Братська могила радянських воїнів та пам'ятник воїнам-односельчанам. Поховано 514 чол.                            | с. Стетківці, Стетковецька с/р, біля Будинку культури.                             | 1958, 1965  | -                               | № 442 від 29.09.1969 р.                                                                                          |      |
| 70.  | 1849                  | Братська могила радянських воїнів. Поховано 98 чол.                                                               | с. Стетківці, Стетковецька с/р, в центрі села.                                     | 1953        | -                               | № 345 від 20.12.1990 р.                                                                                          |      |
| 71.  | 1850                  | Група (5) братських могил радянських воїнів. Поховано 116 чол.                                                    | с. Стетківці, Стетковецька с/р, на околиці села.                                   | 1957        | -                               | № 388 від 06.09.1976 р.                                                                                          |      |
| 72.  | 2704                  | Могила Волкової Г. І. — радянського льотчика.                                                                     | с. Стетківці, Стетковецька с/р, в північній частині нового кладовища.              | 1956        | -                               | № 345 від 20.12.1990 р.                                                                                          |      |
| 73.  | 1353                  | Братська могила радянських воїнів та пам'ятник воїнам-односельчанам. Поховано 16 чол.                             | с. Стовпів, Стовпівська с/р, в центрі села.                                        | 1956, 1975  | -                               | № 442 від 29.09.1969 р.                                                                                          |      |
| 74.  | 1841                  | Братська могила радянських воїнів та пам'ятник воїнам-односельчанам. Поховано 4 чол.                              | с. Судачівка, Тютюнниківська с/р, в центрі села.                                   | 1965        | -                               | № 338 від 06.09.1976 р.                                                                                          |      |
| 75.  | 1847                  | Братська могила радянських воїнів. Кількість похованих невідома.                                                  | с. Судачівка, Тютюнниківська с/р, на кладовищі.                                    | 1956        | -                               | № 345 від 20.12.1990 р.                                                                                          |      |
| 76.  | 1355                  | Братська могила радянських воїнів. Поховано 163 чол.                                                              | с. Троща, Трощанська с/р, біля школи.                                              | 1948        | -                               | № 442 від 29.09.1969 р.                                                                                          |      |
| 77.  | 1356                  | Братська могила радянських воїнів. Поховано 65 чол.                                                               | с. Турчинівка, Турчинівська с/р, на території сільгосптехнікуму.                   | 1954        | -                               | № 442 від 29.09.1969 р.                                                                                          |      |
| 78.  | 1357                  | Братська могила радянських воїнів та пам'ятник воїнам-односельчанам. Поховано 68 чол.                             | с. Тютюнники, Тютюнниківська с/р, в центрі села.                                   | 1954, 1965  | -                               | № 442 від 29.09.1969 р.                                                                                          |      |
| 79.  | 2705                  | Могила Короткевича М. С. — радянського воїна.                                                                     | с. Тютюнники, Тютюнниківська с/р. на кладовищі.                                    | 1956        | -                               | № 345 від 20.12.1990 р.                                                                                          |      |
| 80.  | 1842                  | Пам'ятник воїнам-землякам.                                                                                        | с. Шевченка, Карповецька с/р, в центрі.                                            | 1971        | -                               | № 388 від 06.09.1976 р.                                                                                          |      |
| 81.  | 2662                  | Пам'ятник працівникам лісництва, які загинули під час ВВВ.                                                        | с. Шевченка, Карповецька с/р, біля контори лісництва.                              | 1975        | -                               | № 390 від 08.10.1992 р.                                                                                          |      |
| 82.  | 2707                  | Братська могила радянських льотчиків. Поховано 3 чол.                                                             | с. Шевченка, Карповецька с/р, в лісі, на півн.-зах. околиці.                       | 1954        | -                               | № 345 від 20.12.1990 р.                                                                                          |      |
| 83.  | 1852                  | Братська могила радянських воїнів. Кількість похованих невідома.                                                  | с. Ясногірка, Красносільська с/р, на кладовищі.                                    | 1958        | -                               | № 388 від 06.09.1976.                                                                                            |      |
| 84.  | 1359                  | Братська могила радянських воїнів. Кількість похованих невідома.                                                  | с. Ясногірка, Красносільська с/р, на кладовищі.                                    | 1963        | -                               | № 442 від 29.09.1969 р.                                                                                          |      |
|      |                       | |                                                                                    |             |                                 | |      |